# Georges Gilles de la Tourette
Georges Albert Édouard Brutus Gilles de la Tourette (Saint-Gervais-les-Trois-Clochers, 30 ottobre 1857 – Losanna, 26 maggio 1904) è stato un medico francese.
Ha inoltre svolto la professione di neurologo.

## Biografia e studi
Nato a Saint-Gervais (nell'arrondissement di Châtellerault), proviene da una lunga generazione di medici.
Nel 1873 iniziano i suoi studi medici che lo portano sino a Parigi, dove ha la fortuna di conoscere colui che diventerà il suo mentore: Jean-Martin Charcot, all'epoca direttore dell'ospedale della Salpêtrière. Grazie anche al suo aiuto continua i suoi studi come "interno" alla Salpêtrière.
Nel 1887 diventa Chef de clinique nel reparto di Charcot. La sua carriera fu, tuttavia, assai breve. Nel 1893 visitando una giovane paranoica, convinta di essere stata ipnotizzata, viene colpito da quest'ultima con tre colpi d'arma da fuoco, uno dei quali gli provoca un grave danno cerebrale. Pratica poi per alcuni anni varie perizie medico-legali, e nel 1900 è medico responsabile durante l'Esposizione universale di Parigi. In seguito avrà una crisi depressiva per via dei continui drammi a cui assisterà (fra cui l'assassinio di un suo stimato collega), oltre il già citato evento: questo lo porterà ad essere destituito dall'incarico e alla fine, affetto da neurolue, verrà ricoverato in un ospedale psichiatrico a Losanna, dove morirà abbandonato dalla moglie e da tutta la famiglia.
È sepolto nella tomba di famiglia a Loudun.

## Scoperte
A lui si deve la scoperta della sindrome di Tourette, un disturbo neurologico di cui nel 1884 aveva descritto per la prima volta i sintomi, inscrivendoli nel quadro di una strana malattia neurologica che chiamò "malattia dei mille tic", su cui aveva iniziato a compiere ricerche su consiglio del suo maestro Charcot.
L'anno successivo pubblica un secondo lavoro, più completo, rigoroso e sistematico del primo: comprende nove casi che recano sintomi ascrivibili a questa malattia, tra cui quello famoso della Marchesa di Dampierre, ripreso dall'articolo di Jean Marc Gaspard Itard, pubblicato circa sessant'anni prima.

Firma di Georges Gilles de la Tourette

Seguendo gli insegnamenti e il metodo del suo maestro (differenziare una malattia organica da un disturbo psicologico), Gilles de la Tourette riconosce così che un disdicevole atteggiamento comportamentale e morale, come sino ad allora si pensava, era in realtà un danno neuropsichico.
Fu lo stesso Charcot che successivamente cambiò il nome della malattia e, riconoscendo all'autore l'originalità del lavoro, la definì con l'eponimo: "malattia di Gilles de la Tourette".

## Opere
- L'hypnotisme et les états analogues au point de vue médico-légal (Parigi, 1887)
- Traité clinique et thérapeutique de l'hystérie d'après l'enseignement de la Salpêtrière (Parigi 1891)
- Les actualités médicales, les états neurasthéniques (Parigi 1898)
- Leçons de clinique thérapeutique sur les maladies du système nerveux (Parigi 1898)
- Les actualités médicales. Formes cliniques et traitement des myélites syphilitiques' convulsifs (La semaine médicale 1899)